# آتیلا مسلینی
آتیلا مسلینی (مجاری: Meszlenyi Attila؛ زادهٔ ۲ مهٔ ۱۹۵۴) نقاش، نویسنده، کارگردان و موسیقی‌دان اهل مجارستان است.
از فیلم‌ها یا مجموعه‌های تلویزیونی که وی در آن‌ها نقش داشته‌است، می‌توان به تیلز، بلای جان گربه‌ها اشاره نمود.